# Padomasan (Jombang)
Padomasan is een bestuurslaag in het regentschap Jember van de provincie Oost-Java, Indonesië. Padomasan telt 9728 inwoners (volkstelling 2010).